# عزل سید ابوالحسن بنی‌صدر
در ۲۶ خرداد ۱۳۶۰، دو فوریت طرح نمایندگان مجلس شورای اسلامی برای ارزیابی کفایت سیاسی رئیس‌جمهور وقت ابوالحسن بنی‌صدر در مجلس به تصویب رسید. طرح در دستور کار مجلس قرار گرفت و پس از پنج روز با رأی اکثریت نمایندگان عدم کفایت ابوالحسن بنی‌صدر برای ریاست جمهوری تصویب شد.
در آخرین روزهای خرداد ۱۳۶۰ پس از آنکه روح‌الله خمینی رهبر وقت ایران، ابوالحسن بنی‌صدر، اولین رئیس‌جمهور ایران را از فرماندهی کل قوا کنار گذاشت، در ۲۵ خرداد مخالفان وی ضمن برگزاری تظاهراتی در پایتخت خواهان عزل او از ریاست جمهوری شدند، رویدادی که فردای آن روز با طرح دو فوریتی بررسی کفایت سیاسی رئیس‌جمهور مواجه شد.
بر این اساس طی چند روز موضوع کفایت سیاسی رئیس‌جمهور و اداره کشور پس از عزل وی در مجلس مورد ارزیابی قرار گرفت و در پایان در ۳۱ خرداد ۱۳۶۰ خورشیدی، ۱۷۷ نماینده مجلس شورای اسلامی رأی به عدم کفایت سیاسی بنی‌صدر دادند.
بارزترین دلیل بر عدم کفایت سیاسی بنی‌صدر از سوی نمایندگان مجلس «موضع‌گیری وی علیه نظام جمهوری اسلامی و اتحاد با نیروهای ضدانقلاب وابسته به شرق و غرب جهت نابودی نظام اسلامی و همچنین مخالفت مستمر وی با مجلس شورای اسلامی از بدو تأسیس و حتی پیش از افتتاح آن، دخالت صریح در قوه قضاییه و عدم درک صحیح از بدیهی‌ترین اصول قانون اساسی و نیز عدم اعتقاد به اصل تفکیک قوا» اعلام شد.
اکبر هاشمی رفسنجانی که در آن برهه ریاست مجلس بود، لحظاتی پس از رای‌گیری در جمع مخالفان بنی‌صدر که در برابر مجلس تجمع کرده بودند این خبر را اعلام کرد و گفت «به زودی رهبر کبیر انقلاب دربارهٔ عزل بنی‌صدر تصمیم نهایی را خواهند گرفت.»
وی همان روز در نامه‌ای به خمینی مصوبه مجلس را به اطلاع ایشان رساند، روح‌الله خمینی نیز در پی‌نوشت نامه آورد: «پس از رأی اکثریت قاطع نمایندگان محترم مجلس شورای اسلامی مبنی بر اینکه آقای ابوالحسن بنی‌صدر برای ریاست جمهوری اسلامی ایران کفایت سیاسی ندارند، ایشان را از ریاست جمهوری اسلامی ایران عزل نمودم.»
پس از آن شورای موقت ریاست جمهوری اسلامی ایران با حضور موسوی اردبیلی، محمدعلی رجایی و هاشمی رفسنجانی برای اداره امور اجرایی کشور تشکیل شد.
بنی‌صدر که نزدیک به ۱۷ ماه بر کرسی ریاست جمهوری نشسته بود پس از عزل مدتی را در خفا زندگی کرد تا اینکه در هفتم مرداد همان سال با یک فروند هواپیمای ربوده شده که بهزاد معزی، خلبان شاه آن را هدایت می‌کرد از مرز ایران خارج شد و با عبور از کشورهای ترکیه، قبرس، یونان و شمال ایتالیا در یک فرودگاه نظامی واقع در حومه پاریس به زمین نشست. مسعود رجوی، یکی از رهبران سازمان مجاهدین خلق که در مدت زندگی مخفی بنی‌صدر از او حمایت می‌کرد نیز در کنار وی وارد فرانسه شد و در آنجا اقامت کرد.
ابوالحسن بنی‌صدر بلافاصله پس از ورود به فرانسه درخواست پناهندگی سیاسی کرد و تا مدت‌ها همچنان خود را رئیس‌جمهور اعلام می‌کرد. از سوی وزیر خارجه وقت ایران نیز طی درخواستی رسمی از فرانسه خواهان استرداد بنی‌صدر شد؛ خواسته‌ای که با مخالفت دولت این کشور عملی نشد.